# Oita Urban Classic 2024
De zesde editie van de wielerwedstrijd Oita Urban Classic vond plaats op 29 september 2024. De honderd deelnemers moesten een parcours van 150,8 kilometer in en rond Ōita afleggen. De wedstrijd maakte deel uit van de UCI Asia Tour, met de categorie 1.2. De Nederlander Jeroen Meijers won, voor de Japanner Masaki Yamamoto en Rubén Acosta uit Colombia.

## Uitslag
| Plaats  | Naam                 | Ploeg              | Tijd     |
| ------- | -------------------- | ------------------ | -------- |
| Winnaar | Jeroen Meijers       | Victoria Sports    | 3u24'23" |
| 2       | Masaki Yamamoto      | JCL Team UKYO      | z.t.     |
| 3       | Rubén Acosta         | Utsunomiya Blitzen | z.t.     |
| 4       | Marino Kobayashi     | Matrix Powertag    | + 6"     |
| 5       | Taishi Miyazaki      | Kinan              | + 8"     |
| 6       | Nícolas Sessler      | Victoria Sports    | + 14"    |
| 7       | Yudai Arashiro       | Kinan              | + 26"    |
| 8       | Nathan Earle         | JCL Team UKYO      | + 42"    |
| 9       | Benjamín Prades      | Fukuoka            | z.t.     |
| 10      | Junsei Tani          | Utsunomiya Blitzen | z.t.     |
| 11      | Thomas Lebas         | Kinan              | z.t.     |
| 12      | Kiyomasa Hanada      | Utsunomiya Blitzen | z.t.     |
| 13      | Carter Bettles       | Roojai Insurance   | z.t.     |
| 14      | Keisuka Aso          | Sparkle Oita       | z.t.     |
| 15      | Drew Morey           | Kinan              | + 46"    |
| 16      | José Vicente Toribio | Matrix Powertag    | z.t.     |
| 17      | Leonel Quintero      | Victoire Hiroshima | z.t.     |
| 18      | Benjamin Dyball      | Victoire Hiroshima | z.t.     |
| 19      | Yugi Tsuda           | NIPPO-EF-Martigues | + 49"    |
| 20      | Takami Uchida        | NIPPO-EF-Martigues | + 53"    |